# Brilon
Brilon är en stad i Hochsauerlandkreis i Regierungsbezirk Arnsberg i förbundslandet Nordrhein-Westfalen i Tyskland.
Omkring året 900 hittades bly och andra metaller i regionen och ett samhälle växte fram. Fyndet gynnade ortens utveckling och under 1200-talet byggdes ett stort hus för ortens skråväsen samt en kyrka. Många byggnader vid det centrala torget uppfördes i korsvirke.
I museet Haus Hövener visas bland annat skelett av det utdöda kräldjurssläktet Iguanodon, däribland skelett av ungdjur. På marknadstorget finns sedan 1726 en brunn med en staty som föreställer Petrus. Brilon hade goda handelskontakter med Soest och så byggdes delar av stadens kyrkor med stenar från Soest. Byggnaden för ortens skråväsen blev senare rådhuset. Det har flera relief på utsidan som föreställer hjortdjurens horn.